# 寒热辨证
寒热辨证，中医术语，系八纲辨证（指阴阳、表裏、寒热、虚实八类证候，为中医辨证学的基本纲领）的具体内容之一。八纲辨证的特点在于把握疾病发生发展过程的整体性、确定性与相关性。寒热是用以辨别疾病病因病性最基本的两个纲领。
寒证是感受寒邪或体内阳气不足时所表现的证候。恶寒、畏寒、冷痛、喜暖、口淡不渴、肢冷蜷卧，痰、涎、涕清稀，小便清长，大便稀溏；面色晄白，舌淡苔白而润，脉紧或迟等。
以冷、淡、稀、润、静为特征。
热证是感受热邪或阳气亢盛阴液不足时所表现的证候。发热、恶热喜凉、口渴欲冷饮、面赤、烦躁不宁、痰涕黄稠、小便短黄、大便干结；舌红苔黄，乾燥少津，脉数。以热、赤、稠、燥、动为特征。

## 寒热的虚实鉴别
- 实热：是以热邪盛为主，故以壮热、烦渴、神昏、谵语，或腹满胀痛拒按，大便闭结；舌红，苔黄厚燥，脉数或洪数。
- 虚热：是以阴液虚损为主，故以消瘦、疲乏、潮热、盗汗五心烦热，咽干、口燥不欲饮；舌红绛少苔或无苔，脉细数。
- 实寒：是以寒邪盛为主，故以怕冷，四肢厥冷，脘腹冷痛剧烈；苔白滑，脉沉弦。
- 虚寒：是以阳虚不足为主，故以面色白，形寒肢冷，倦怠懒言，下利清谷，小便清长；舌淡胖嫩，苔薄白润，脉细迟或微细。

## 寒证与热证的关系
- 寒热错杂是指同一病人同一时间即有寒证的表现，又有热证的表现。是一种寒热同时并见的复杂病理现象。在临床上即可表现为不同部位，也可表现为同一部位的寒热错杂。
- 寒热转化
  - 寒证转化为热证是先出现寒证，後出现热证，热证出现之後，寒证随之消失。
  - 热证转化为寒证是先出现热证，後出现寒证，寒证出现之後，热证随之消失。

## 寒热真假
- 真热假寒：内有真热而外见假寒的证候。产生机理是阳盛格阴，临床表现：
  - 真热——可见身热恶热，烦渴喜冷饮，咽干，小便短赤，大便燥结，舌红苔黄而干；
  - 假寒——四肢厥冷，但却不欲近衣被。
- 根据其阳热闭郁而致手足厥冷的特点，又把它叫作“阳厥”。
- 真寒假热：内有真寒而外见假热的证候。产生机理是阴盛格阳，临床表现：
  - 真寒——可见精神萎靡，形体倦怠,形寒肢冷，小便清长,大便稀溏.
  - 假热——仔细分辨，面虽红，但如妆，或游移不定；口虽渴，但喜热饮，饮量不多；身虽热，但喜近衣取暖；脉虽大，但无力。
    - 格阳於上：面红，口渴；
    - 格阳於外：身热，脉大。
- 鉴别真假：
  - 是假像的出现多在四肢、头面、体表；而脏腑，气血，津液方面的变化多反映疾病的本质。
  - 是假像究竟和真象不同，宜仔细观察。